# Chmuryj Vangur
Chmuryj Vangur (Хмурый Вангур) è un film del 1959 diretto da Anatolij Alekseevič Dudorov.